# Piper Flitfire
El Piper Flitfire fue una edición especial del Piper J-3 Cub que se utilizó para recaudar fondos para apoyar el esfuerzo bélico británico en la Segunda Guerra Mundial. El nombre "Flitfire" es un juego de palabras que hace referencia al caza más conocido de la RAF, el Supermarine Spitfire, que fue y es un símbolo de la resistencia británica durante la Batalla de Inglaterra.
En abril de 1941, antes de la entrada de Estados Unidos en la Segunda Guerra Mundial, Piper Aircraft y sus distribuidores donaron aviones Piper J-3 Cub de edición especial como evento publicitario y para recaudar fondos para el Fondo benéfico de la RAF. Estos Cub donados, pintados con la insignia de la Real Fuerza Aérea, fueron conocidos como "Flitfires".
Este programa de recaudación de fondos consistió en 49 aviones Flitfire, uno pagado por Piper Aircraft y 48 por distribuidores de Piper. Todos fueron construidos por Piper. Había un Flitfire nombrado para cada uno de los 48 estados de la unión en ese momento. Estos aviones eran conocidos coloquialmente como "La Brigada Flitfire".

## Desarrollo

### Concepción
Durante la Batalla de Inglaterra (10 de julio a 31 de octubre de 1940), la Real Fuerza Aérea (RAF) sufrió numerosas bajas, perdiendo 1420 miembros: 520 en el Mando de Caza, 700 en el Mando de Bombardeo y 200 en el Mando Costero. El Fondo Benéfico de la RAF (RAFBF), una organización benéfica independiente establecida después de la Primera Guerra Mundial para apoyar a las bajas de la RAF y a sus familias, trabajaba para brindar bienestar a la RAF y a las familias que se vieron afectadas en el nuevo conflicto.
El RAFBF contó con el apoyo de un fabricante de aviones ligeros de los Estados Unidos, Piper Aircraft Corporation de Lock Haven, Pensilvania. Como expresión de aliento a la RAF, el presidente de Piper, William T. Piper, decidió donar un solo Piper J-3 Cub como gran premio nacional, y todas las ganancias se destinarían al RAFBF. A principios de abril de 1941, Bill Strohmeier, director de ventas y promociones de Piper, animó a los distribuidores de Piper de todo el país a pedir más ejemplares para su propio uso. El acabado plateado especial con insignias estilo RAF se incluyó sin coste adicional para los concesionarios. Strohmeier pidió a los 48 distribuidores estadounidenses de Piper que donaran un Cub, que representaría el estado de su elección. Por cada donación, Piper reservaba 20 minutos de tiempo de fabricación, lo que era suficiente para construir un avión. Se donaron un total de 49 Cub para apoyar la recaudación de fondos, uno con el nombre de cada uno de los 48 estados, además de la donación inicial de William Piper, registrada como NC1776. Todos los fondos recaudados se destinaron a la RAFBF y ninguno se destinó a gastos.

### Silver Cub con insignia de la RAF
El primer Flitfire, NC1776, un J-3F-65, número de serie 6600, estaba propulsado por un motor Franklin de 48 kW (65 hp) que fue donado por el fabricante Air Cooled Motors Corporation. La Administración de Aeronáutica Civil asignó la matrícula NC1776 a este avión, simbolizando la ayuda del Fondo Benéfico a Gran Bretaña de la misma manera que la Ley de Préstamo y Arrendamiento, que tenía el número del Congreso HR1776. La Ley de Préstamo y Arrendamiento de marzo de 1941 fue el principal vehículo para que Estados Unidos proporcionara ayuda militar a naciones extranjeras antes de su entrada en la Segunda Guerra Mundial.
Los otros cuarenta y ocho Cub tenían uno de tres motores: Continental, Lycoming o Franklin. Para honrar a la RAF, en lugar del característico color amarillo del Cub, los aviones Flitfire fueron pintados en plata con la insignia de la RAF. Se pintaron escarapelas de la Real Fuerza Aérea en las alas y en el fuselaje; se pintó un distintivo de cola rojo, blanco y azul en el estabilizador vertical. El NC1776 se distinguía de los otros 48 Flitfire por las palabras completas "Royal Air Force Benevolent Fund" pintadas en su fuselaje en la parte trasera del círculo de la RAF; los otros Flitfire tenían el abreviado "R.A.F. Benevolent Fund". El nombre del estado de cada avión estaba pintado en el morro. Todos los Flitfire se fabricaron en la planta de Lock Haven en doce días, entre el 10 y el 22 de abril de 1941. Los trabajadores de la fábrica Piper apodaron "Flitfire" a los 49 Cub debido a sus marcas, que eran similares a las del famoso avión Supermarine Spitfire utilizado durante la Batalla de Inglaterra.

### De Lock Haven a Nueva York

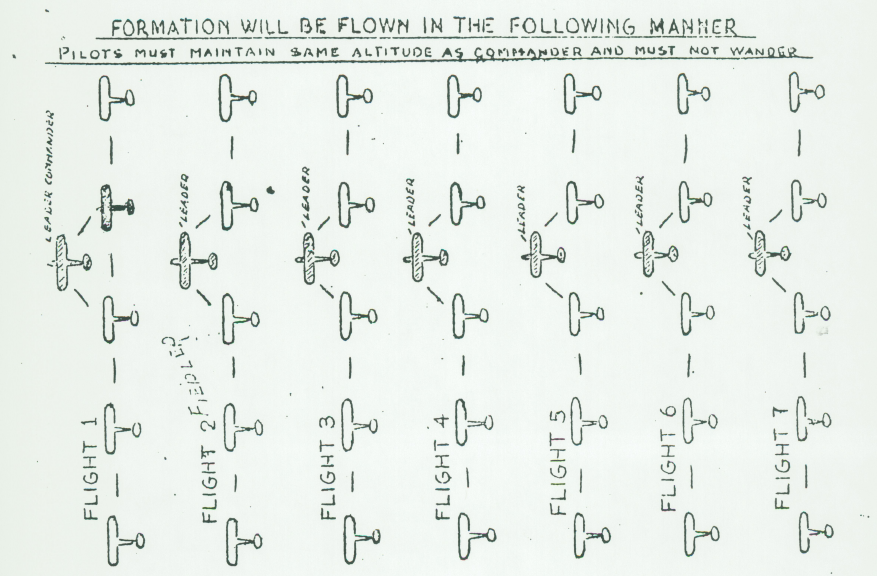
Formación de vuelo de la Brigada Flitfire.

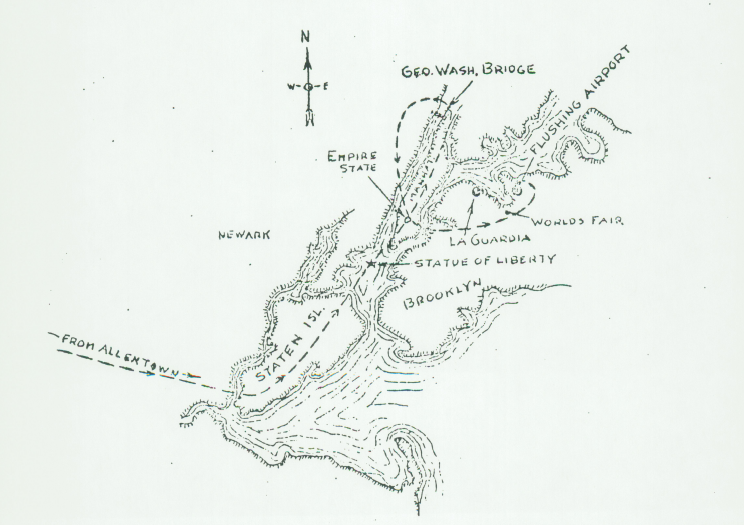
Ruta de vuelo sobre la ciudad de Nueva York.

Los Cub plateados que formaban la "Brigada Flitfire" abandonaron Lock Haven el domingo 27 de abril de 1941. T.H. Miller de Lehigh Aircraft Co. fue el comandante de vuelo. Se hicieron considerables preparativos para organizar el vuelo en formación militar. Los Flitfire fueron volados en formación precisa por los pilotos empleados de Piper, conocidos como Cub Fliers. William Piper voló en la Brigada como piloto de línea. Siete escuadrones de siete aviones despegaron, uno tras otro, bajo la dirección de líderes de escuadrón que incluían al hermano de William Piper, Tony Piper. Los Cub aterrizaron en el Aeropuerto Allentown-Bethlehem (ahora Aeropuerto Internacional Lehigh Valley) para repostar combustible. A pesar de vientos de 40 km/h con ráfagas de 56 km/h, todos los Cub aterrizaron en Allentown en 12 minutos. Cinco mil personas asistieron al rápido repostaje y salida.
Después de un despegue masivo desde Allentown, los aviones volaron en formación sobre el área metropolitana de Nueva York. El vuelo en formación fue visto por primera vez sobre Staten Island, momento en el que se inclinaron para saludar a la Estatua de la Libertad; luego prosiguió hacia Manhattan y Central Park y hasta el puente George Washington. Un amplio giro a la izquierda de 180 grados llevó a la brigada río abajo hasta el Empire State Building, luego hacia el este hasta un punto al sur del recinto de la Feria Mundial hasta el aeropuerto de Flushing, donde fueron estacionados antes de continuar hacia LaGuardia Field.
El martes 29 de abril de 1941, los Flitfire abandonaron el aeropuerto de Flushing y fueron transportados al aeródromo LaGuardia en grupos de seis, además del líder del escuadrón volando en formación cerrada. El alcalde LaGuardia renunció a cobrar la tarifa normal por aterrizaje de 2,50 dólares. El tráfico lo manejaron los coches del aeropuerto mediante radios bidireccionales. Cada avión estaba equipado con una radio portátil prestada por Lear Avia Inc. El control de los vuelos fue posible gracias a estos aparatos de radio, a pesar de que los Flitfire no estaban equipados con antenas externas ni encendidos protegidos. El aterrizaje en Nueva York de la Brigada Flitfire fue el aterrizaje masivo más grande jamás intentado hasta ese momento.

### Gala en Nueva York
Más de 1000 líderes sociales y empresariales, estrellas del cine y del teatro y entusiastas de la aviación asistieron a un evento de gala para celebrar la llegada de los Flitfire Cub a la ciudad de Nueva York. También asistieron los invitados de honor, varios oficiales de la Marina Real cuyo barco, el acorazado HMS Malaya, se encontraba en Nueva York para su reparación y reacondicionamiento. El alcalde de la ciudad de Nueva York, Fiorello LaGuardia, nombró a Thomas Beck, presidente del RAFBF, como "alcalde especial y extraordinario de la ciudad de Nueva York" a partir de las 9:00 pm hasta el cierre de las fiestas. Los aviones fueron bautizados simultáneamente por 48 modelos que hicieron estallar globos de juguete rojos, blancos y azules que estaban sujetos a la hélice de cada avión. Mientras el alcalde LaGuardia observaba, William Piper entregó los aviones a Thomas Beck.
Las festividades se llevaron a cabo en el Kitty Hawk Room del edificio administrativo del aeropuerto. Hubo una cena y un espectáculo seguido de cócteles. Lo siguiente fue el sorteo del NC1776, que ganó Jack Krindler de la ciudad de Nueva York. A esto le siguieron juegos que incluían un lanzamiento de liga y una máquina de última generación donde los invitados podían "¡Bombardear Berlín por un dólar!", junto con otros entretenimientos. Estas actividades recaudaron más fondos para la RAF. Esa noche, los 1000 asistentes a la gala recaudaron 12 000 dólares adicionales para el RAFBF.

### Giras para recaudar fondos
El día después de las ceremonias, los 48 Flitfire abandonaron LaGuardia para realizar giras de recaudación de fondos, cada uno de los cuales se dirigió al estado que le daba nombre. Posteriormente, se sabe poco de cada Flitfire. Muchos distribuidores utilizaron atracciones y otros trucos para recaudar dinero para las familias de los pilotos de la RAF que se habían perdido en combate. Se sortearon algunos de los Flitfire. Algunos Flitfire se vendieron a escuelas de vuelo y continuaron apoyando la guerra entrenando a pilotos en el Programa de Entrenamiento de Pilotos Civiles y el Servicio de Entrenamiento de Guerra (WTS).
El Flitfire original, NC1776, voló por todo Estados Unidos en un tour de Bonos de Guerra con varios pilotos, entre ellos J. Raymond Worth, Leo Arany y Orville Wright. Después de recorrer los Estados Unidos, el NC1776 se vendió a Safair, un operador de base fija (FBO) ubicado en Sunbury (Pensilvania), donde sirvió como avión de entrenamiento para el Departamento de Defensa. El 9 de agosto de 1941, Kenneth A Turner, un estudiante de último año de secundaria de 17 años, ganó el "Flitfire New Jersey" en el 32º carnaval anual de la Basking Ridge Fire Company. Turner lo vendió inmediatamente por 1200 dólares a las instalaciones de entrenamiento de vuelo del Cuerpo Aéreo del Ejército en el aeropuerto de Somerset Hills. En septiembre de 1941, Ivan Stone de Virginia Occidental voló su Flitfire al ahora abandonado aeropuerto de Princeton en Virginia Occidental. También en 1941, Leo Arany voló un Flitfire al aeropuerto de Clatsop en Astoria, Oregón. En junio de 1941, Lon Cooper, un instructor civil de vuelo básico del Cuerpo Aéreo del Ejército de los Estados Unidos, informó que había entrenado en un Flitfire plateado en el Johnston Flying Service en el aeropuerto Albert Whitted en San Petersburgo, Florida. El "Flitfire Wisconsin" fue comprado el 24 de abril de 1941 por Stainislaw Aircraft Inc., un distribuidor de Piper en West Bend, Wisconsin. Se vendió a Racine Flying Service, Inc. en julio de 1941, que lo operó en Wisconsin hasta 1951.

### Flitfire actuales

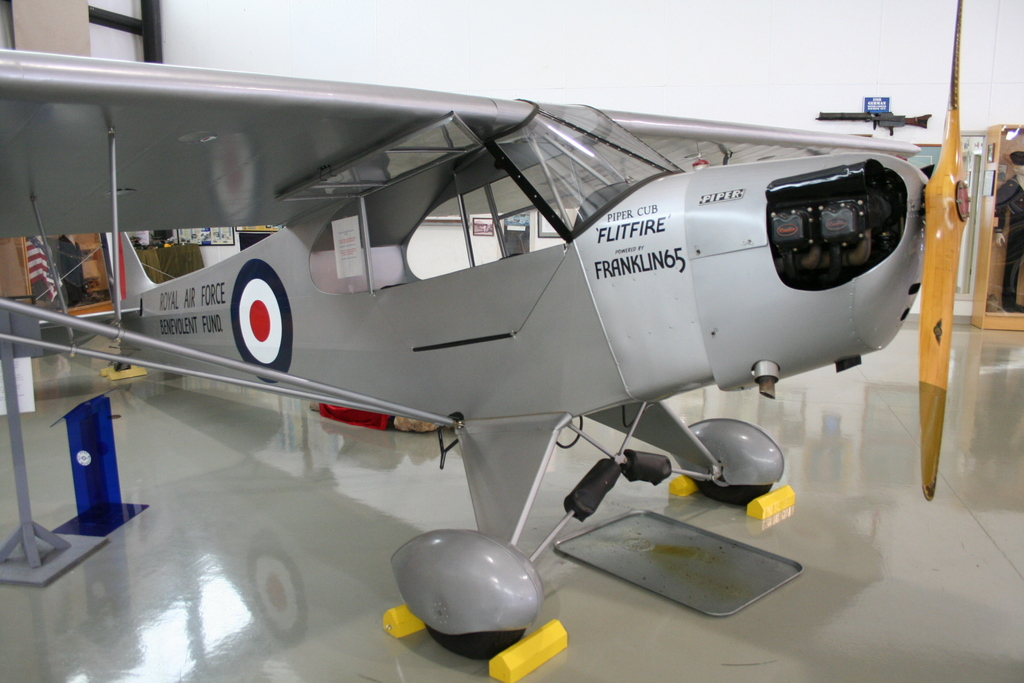
Flitfire NC1776 en el Museo de Aviación de Carolina del Norte.

Después de la guerra, todos los Flitfire desaparecieron en manos privadas y en la oscuridad. Durante los siguientes 70 años, muchos dejaron de estar en condiciones de volar. Los pocos que aún volaban fueron repintados con el tradicional color amarillo Cub, ocultando la historia del Flitfire. A medida que se supo más sobre su historia única, varios fueron restaurados a su esquema de pintura original. En 1991, el "Flitfire Wisconsin", el 22º Cub que salió de la línea Flitfire de Piper el 16 de abril de 1941, fue restaurado en el Aeropuerto Internacional Rickenbacker en Columbus, Ohio. Fue el primer avión Flitfire en los Estados Unidos en ser restaurado a los colores originales de 1941.
Desde entonces, se sabe que al menos otros tres Flitfire han sido restaurados a su acabado original tratado en plata: el "Flitfire NC1776", el "Flitfire New Jersey" y el "Flitfire Indiana". Después de una meticulosa restauración, el "Flitfire NC1776" se exhibe en el Museo de Aviación de Carolina del Norte en Asheboro, Carolina del Norte. En 2015, el "Flitfire New Jersey" ganó el premio Sentimental Journey al mejor J-3 Cub. También a partir de 2015, doce Flitfire están en condiciones de volar y están registrados en la FAA. En 1963 se exportó un Flitfire a Canadá y en 1971 se exportó otro a Alemania. En 1992 se informó que el Flitfire en Alemania todavía estaba volando.

## Aeronaves relacionadas

### Secuencias de designación
- Secuencia Alfanumérica (interna de Piper): ← G-2 - H-2 - J-2 - J-3/Flitfire - J-4 - J-5 - P-1 →